# 寺泊町

長岡市における平成の大合併。当町は北部に位置する。

寺泊町（てらどまりまち）は、新潟県の中部にかつて存在した三島郡の町。2006年1月1日長岡市に編入され消滅した。西廻り航路の港町、北陸街道の宿場町として知られていた町である。本州の中では佐渡島と最短の距離にあり、佐渡との間を佐渡汽船が定期航路を運航していたほか、古くから佐渡と本土を結ぶ拠点となっていた。

## 地理
大河津分水路の開通により海岸線が大きく前進したことで知られている（詳細は大河津分水路#分水路の影響を参照）。
- 山：弥彦山
- 河川：信濃川、大河津分水路、郷本川
- 湖沼：

### 隣接していた自治体
- 新潟市
- 長岡市
- 三島郡
  - 与板町、和島村、出雲崎町
- 西蒲原郡
  - 弥彦村、分水町

## 歴史
『吾妻鏡』の中に、貞応3年2月29日(1224年3月20日)の記述として、女真の船が越後国寺泊に漂着して、その際に乗船していた一行が持っていた銀簡に意味不明の4文字が記されていたことが記されている。

### 沿革
- 1889年（明治22年）4月1日 - 町村制施行に伴い三島郡寺泊12町、白岩村が合併し、寺泊町が発足。
- 1901年（明治34年）11月1日 - 三島郡北西越村、西山村、潟村、野積村と合併して、寺泊町を新設。
- 1957年（昭和32年）
  - 7月5日 - 三島郡大河津村の一部を編入。
  - 11月1日 - 西蒲原郡分水町と境界の一部を変更。
- 1959年（昭和34年）2月1日 - 大字岩方の一部を分離し、三島郡与板町に編入。
- 2006年（平成18年）1月1日 - 長岡市に編入され消滅。

### 市町村合併
平成の大合併で、県が示した合併構想は4か町村（岩室村・弥彦村・分水町・寺泊町）による合併案であったが、結果的には長岡市への編入となった。

## 行政
- 高橋 誠（1988年7月3日から）

## 経済

### 産業
古くから漁業が盛んであり、市街地の国道402号沿いに海産物の店舗が軒を連ねる「魚の市場通り」は有名。関越自動車道開通後は数多くの観光客が県外から訪れるようになった。角上魚類の本社が置かれている。
大正前期から1940年（昭和15年）頃までは養蚕が盛んに行われていたが、戦後は開墾や土地改良事業が実施され稲作に重きが置かれるようになったため激減した。

## 姉妹都市・提携都市

### 国内
- 佐渡市（新潟県）
  - 親善友好提携
- 伊勢崎市（群馬県）
  - 1986年友好親善都市提携。町内に臨海学校がある[4]。

## 教育
- 寺泊小学校
- 大河津小学校
- 寺泊中学校
- 新潟県立寺泊高等学校（2007年閉校）

## 生活基盤

### 電気
かつて寺泊町には電燈会社があった。才賀藤吉が1911年（明治44年）9月事業許可を受け、1912年（明治45年）3月三島電気を設立。1914年（大正3年）2月事業を開始した。寺泊町に発電所（瓦斯力）があり供給区域は寺泊町だった。

## 交通

鉄道跡地と最新のバス路線図。左上が当町域。

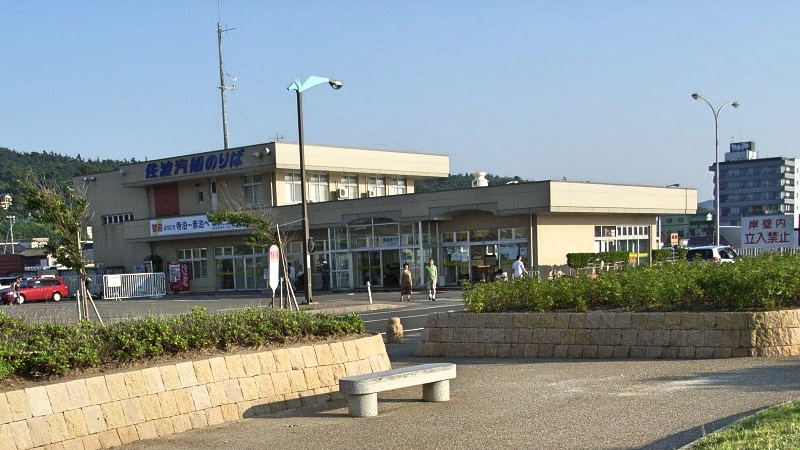
寺泊港 佐渡汽船のりば。現在は板囲いで閉鎖されている

### 鉄道路線
- JR東日本越後線
  - 寺泊駅、桐原駅

尚、かつては私鉄路線である越後交通長岡線が存在したが、1975年3月31日をもって廃線となっている。JRの寺泊駅（旧大河津駅）は寺泊市街地とは大きく離れた場所にある。

### 道路
- 高速道路
- 一般国道
  - 国道116号、国道402号、国道460号
- 都道府県道
  - 主要地方道
    - 新潟県道2号新潟寺泊線
    - 新潟県道22号長岡寺泊線

### 船舶
寺泊港と佐渡市赤泊地区の赤泊港とを結ぶ「両泊（りょうとまり）航路」があり、佐渡汽船が定期旅客航路を運航していたが、慢性的な赤字により2018年10月2日以降は運休となり、2019年5月1日に廃止された。

詳細は佐渡汽船の項目を参照

## 名所・旧跡・観光スポット・祭事・催事

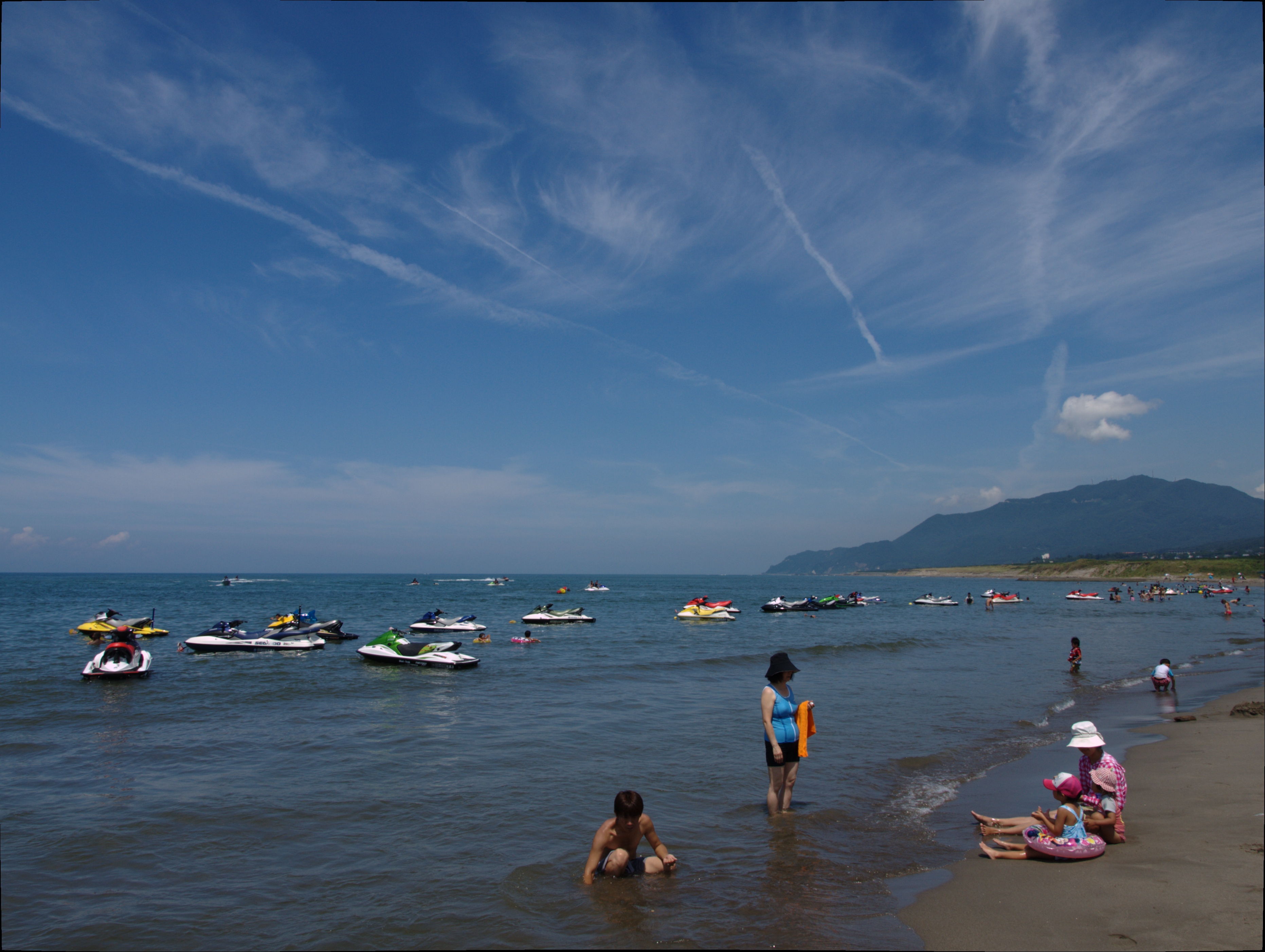
寺泊中央海水浴場

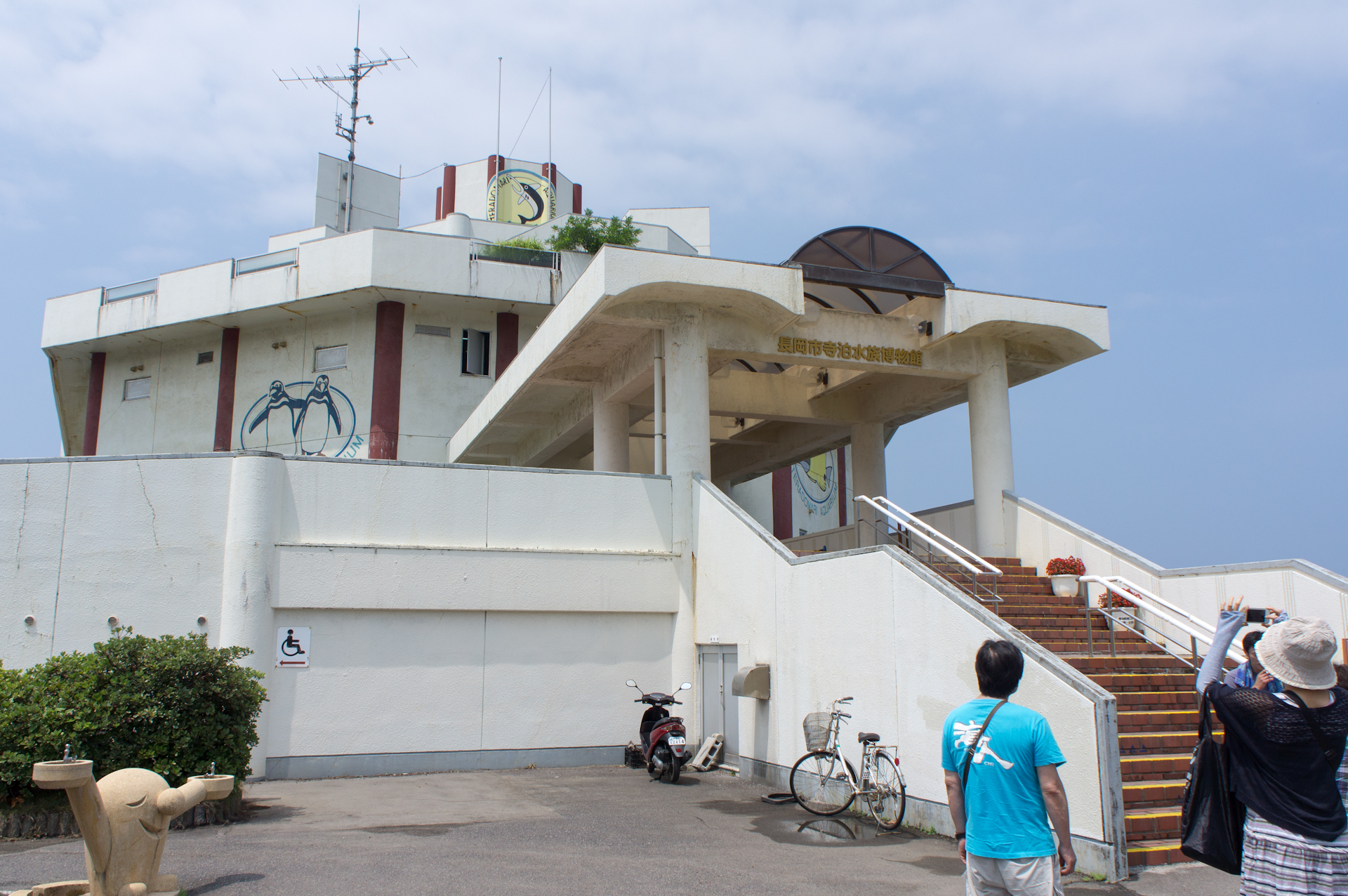
寺泊町立水族博物館（現、長岡市寺泊水族博物館）

海や漁業を活かした観光施設のほか、「北の鎌倉」「日本海の鎌倉」と呼ばれるほど多くの寺院や史跡が存在する。
- 越後七浦シーサイドライン
- 魚の市場通り
かつては「魚のアメ横」とも呼ばれたが、東京・上野のアメヤ横丁が「アメ横」の商標権を所有している旨に配慮し、近年は「魚の市場通り」を公式呼称としている。
- 町立水族博物館（現・長岡市寺泊水族博物館）
- SOWA美術館（2017年閉館） - トリックアートを体験できる。
- のづみの森展示館
- 野積ドリームランド（閉館）
- 日本海夕陽ブルワリー
- 海浜公園
- 野積海水浴場、中央海水浴場、金山海水浴場、郷本海水浴場
- ヨネックスカントリークラブ
- 港まつり - 海上花火大会が行われる。
- 魚まつり
- 神社仏閣・史跡群
  - 法福寺

このほか、合併後には「長岡市トキと自然の学習館」などが設けられている。

## 出身有名人
- 本間精一郎（武士）
- 小黒八七郎（医師）
- 宗田一 (医史学者)
- 河合一慶（漫画家）
- 大越健介（日本放送協会報道記者）
- 赤神良譲（経済学者）
- 加藤俊徳（医師）